# ديفيد كوبيلاس
ديفيد كوبيلاس (بالإسبانية: David Cubillas Peña) هو لاعب كرة قدم إسباني في مركز الهجوم، ولد في 19 يونيو 1990 في كاستيون دي لا بلانا في إسبانيا. لعب مع Benidorm CF ‏.

## وصلات خارجية
- ديفيد كوبيلاس على موقع قاعدة بيانات كرة القدم.إي يو (الإنجليزية)
- ديفيد كوبيلاس على موقع Soccerway.com (الإنجليزية)